# Hyloxalus mystax
Hyloxalus mystax es una especie de anfibio anuro de la familia Dendrobatidae.

## Distribución geográfica
Esta especie es endémica de las provincias de Morona-Santiago y Zamora Chinchipe en Ecuador. Habita en Río Piuntza a 1830 m de altitud en la Cordillera del Cóndor.

## Descripción
Los machos miden de 19.5 a 21.5 mm y las hembras de 19.2 a 21.8 mm.

## Etimología
El nombre específico mystax proviene del griego mystax, que significa el bigote, con referencia a la marca longitudinal de color marrón oscuro en la parte frontal del labio superior.

## Publicación original
- Duellman & Simmons, 1988 : Two new species of Dendrobatid frogs, genus Colostethus, from the Cordillera del Cóndor, Ecuador. Proceedings of the National Academy of Science of Philadelphia, vol. 140, n.º 2, p. 115-124[5]